# Петербургские адреса Достоевского

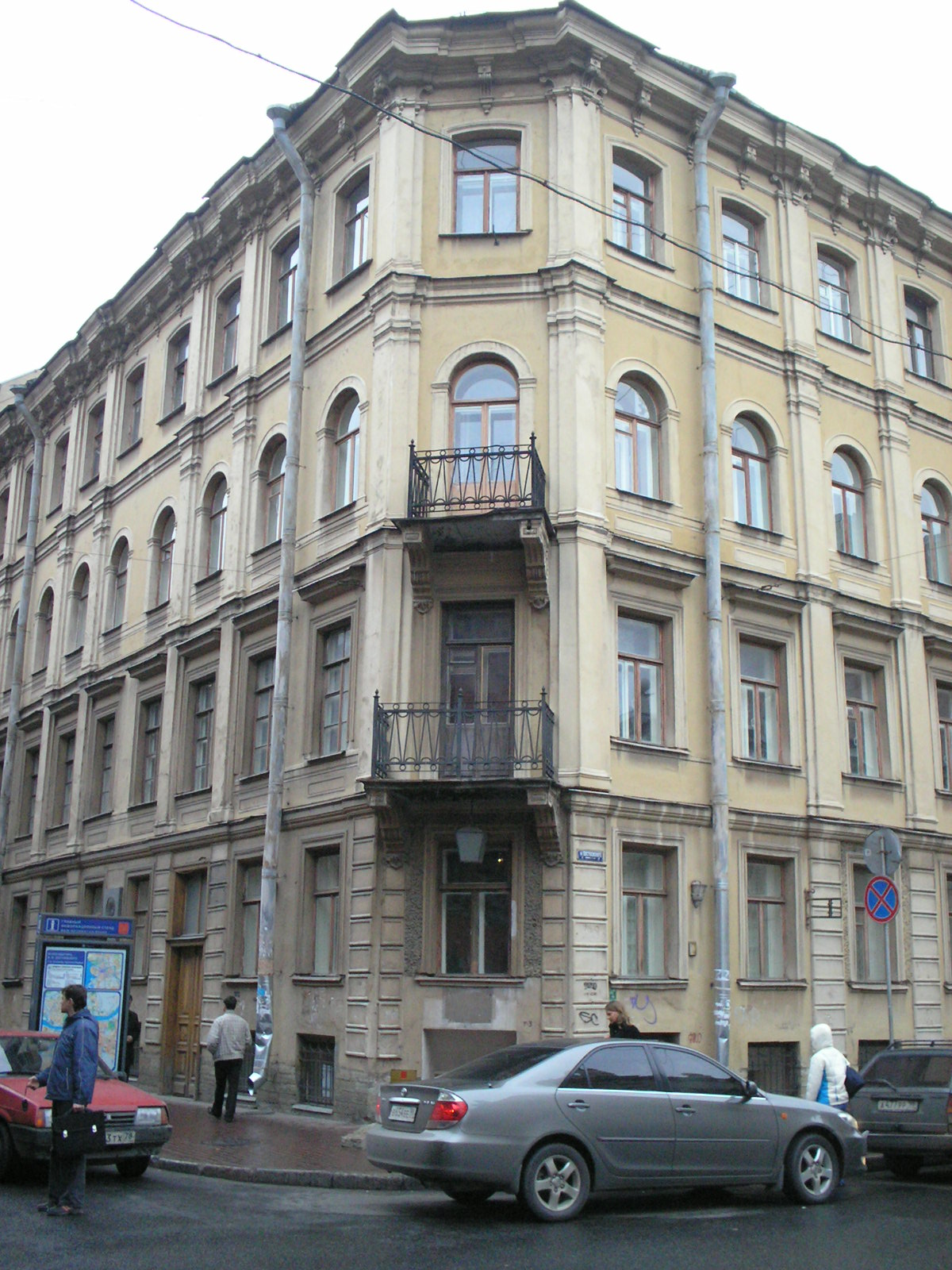
Дом, в котором находилась последняя квартира Достоевского. Ныне здесь располагается музей писателя. Санкт-Петербург, Кузнечный переулок, 5/2.

Перечислить все точные адреса, где останавливался Фёдор Михайлович Достоевский, затруднительно, так как местонахождение некоторых домов до сих пор определяется ошибочно. Следует принимать во внимание, что во времена Достоевского использовался иной порядок нумерации домов: чётная ныне сторона улицы ранее была нечётной. Например: Графский переулок № 7 времён Достоевского — ныне Графский переулок № 10. Поэтому во избежание путаницы в перечне указаны современные названия улиц и нумерация домов. Исторические названия улиц приведены достоеведом Б. Н. Тихомировым в его новейшем исследовании.
В списке приводятся многие, но не все петербургские адреса, где жил или останавливался русский писатель.

## До каторги и ссылки (1837—1849)
| Даты                                                                         | Исторический адрес                                                                                              | Современный адрес. Состояние.                                                                | События в жизни Достоевского | Связанные произведения                                                                              | Прим.              |
| ---------------------------------------------------------------------------- | --- | -------------------------------------------------------------------------------------------- | --- | --------------------------------------------------------------------------------------------------- | ------------------ |
| вторая половина мая 1837 года                                                | Большой Царскосельский проспект, 7. Дом коллежского советника Фёдора Дмитриевича Серапина. Гостиница «Неаполь». | Московский проспект, 22. Дом сохранился, перестроен.                                         | Подготовка в пансион К. Ф. Костомарова. Адрес указывается предположительно.                                                                                         | | [ 3 ] [ 4 ]        |
| вторая половина мая 1837 года                                                | Набережная Фонтанки, 84. Дом купца Колотушкина.                                                                 | Набережная Фонтанки, 103. Дом сохранился, перестроен.                                        | Подготовка в пансион К. Ф. Костомарова. Возможно, знакомство с Шидловским. Адрес указывается предположительно.                                                      | | [ 3 ] [ 5 ] [ 6 ]  |
| вторая половина мая 1837 года — около 16 января 1838 года                    | Набережная Лиговского канала, 66. Дом купца 3-й гильдии Н. И. Решетникова. Пансион К. Ф. Костомарова.           | Лиговский проспект, 65. Дом не сохранился.                                                   | Подготовка к поступлению в Главное инженерное училище. | | [ 3 ] [ 7 ] [ 8 ]  |
| около 16 января 1838 года — август 1841 года                                 | Большая Садовая улица, Инженерный замок. Главное инженерное училище.                                            | Садовая улица, 2. Здание сохранилось.                                                        | Годы учёбы и проживания в училище. В августе 1841 года произведён в полевые инженер-прапорщики с правом жить на частной квартире.                                   | | [ 3 ] [ 9 ] [ 10 ] |
| август 1841 года — февраль/март 1842 года                                    | Караванная улица, близ Манежа. Предположительно, дом 15 купца Сеткова.                                          | Караванная улица. Предположительно, дом 16/14. Дом сохранился, перестроен.                   | Продолжение учёбы в инженерном училище. | | [ 3 ] [ 11 ]       |
| февраль/март 1842 года — конец 1845 года или начало 1846 года                | Графский переулок, 7, угол Литейного проспекта, 70. Дом коллежского советника К. Я. Прянишникова.               | Графский переулок, 10, угол Владимирского проспекта, 11. Дом сохранился.                     | После окончания полного курса офицерского класса в августе 1843 года Ф. М. Достоевский был зачислен в Инженерный корпус при Санкт-Петербургской инженерной команде. | «Бедные люди», «Двойник», перевод «Евгении Гранде»                                                  | [ 3 ] [ 13 ]       |

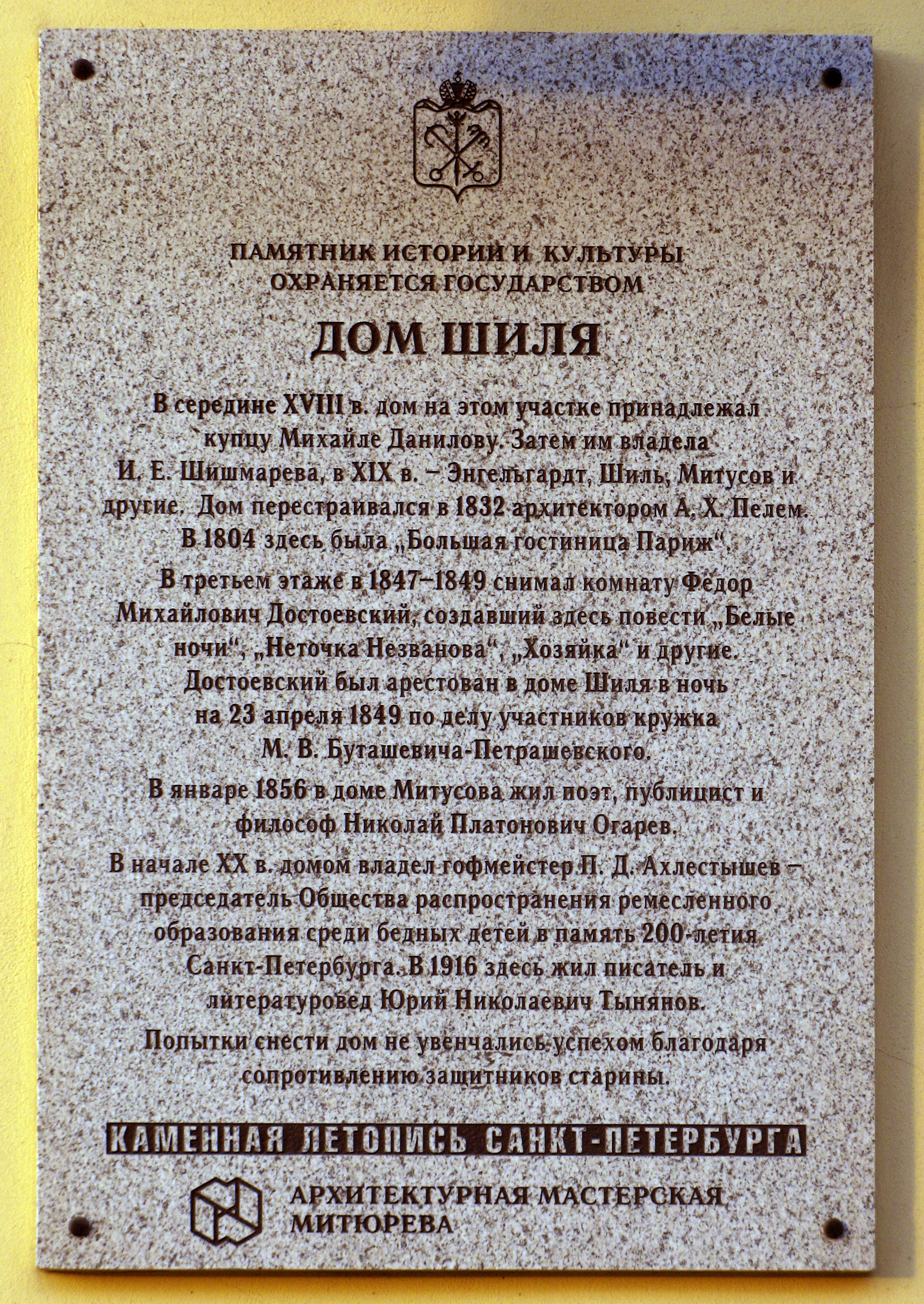
Мемориальная доска на доме Шиля

| конец 1845 года или начало 1846 года — конец апреля или начало мая 1846 года | Кузнечный переулок, 10, угол Гребецкой улицы, 1. Дом купчихи У. К. Кучиной.                                     | Кузнечный переулок, угол улицы Достоевского, 5/2. Дом сохранился, частично перестроен.       | Знакомство с В. Н. Майковым. | «Двойник», «Господин Прохарчин»                                                                     | [ 3 ] [ 14 ]       |
| май 1846                                                                     | Кирпичный переулок. Дом не установлен.                                                                          | Кирпичный переулок. Между Большой и Малой Морскими улицами. Дом не установлен.               | Знакомство с М. В. Петрашевским. | «Господин Прохарчин»                                                                                | [ 15 ]             |
| конец апреля или начало мая 1846 года — 24 мая 1846 года                     | Троицкий переулок, 31, угол Щербакова переулка, 11. Дом Павловых.                                               | Улица Рубинштейна, 32, угол Щербакова переулка, 10. Дом сохранился.                          | | | [ 16 ]             |
| 6 сентября 1846 года — 20-е числа ноября 1846 года                           | Большая Мещанская улица, дом купца Кохендёрфера, угол Казанской площади, 1/29.                                  | Казанская улица, 2/1. Дом сохранился.                                                        | Встречи с братьями Бекетовыми (Алексеем, Андреем и Николаем). Знакомство с А. И. Герценом.                                                                          | «Господин Прохарчин»                                                                                | [ 15 ] [ 17 ]      |
| 20-е числа ноября 1846 года — февраль 1847 года                              | Васильевский остров, Большой проспект, 3, угол Песочного переулка, дом титулярного советника В. М. Солошича.    | Васильевский остров, Большой проспект, 4, угол улицы Репина, 19. Дом сохранился, перестроен. | С братьями Бекетовыми создаёт «ассоциацию». | «Хозяйка»                                                                                           | [ 15 ] [ 18 ]      |
| февраль 1847 года — январь 1848 года                                         | Вознесенский проспект, 7, угол Малой Морской улицы, 24. Дом купца 3-й гильдии Я. Х. Шиля.                       | Вознесенский проспект, 8, угол Малой Морской улицы, 24. Дом сохранился, перестроен.          | Разрыв с Белинским. Достоевский посещает кружок Петрашевского. | «Хозяйка», «Ползунков», «Слабое сердце»                                                             | [ 15 ] [ 19 ]      |
| январь 1848 года — конец мая 1848 года                                       | Большая Подьяческая улица, 6. Дом коллежского асессора М. А. Протопопова.                                       | Большая Подьяческая улица, 7. Дом сохранился.                                                | | | [ 20 ]             |
| Лето 1848 года                                                               | Пригород Петербурга Парголово                                                                                   | Пригород Петербурга Парголово                                                                | | | [ 21 ]             |
| 9 сентября 1848 года — 23 апреля 1849 года                                   | Вознесенский проспект, 7, угол Малой Морской улицы, 24. Дом купца 3-й гильдии Я. Х. Шиля.                       | Вознесенский проспект, 8, угол Малой Морской улицы, 23. Дом сохранился, перестроен.          | Здесь 23 апреля 1849 года писатель был арестован за участие в кружке Петрашевского, препровождён в Третье отделение, затем в Петропавловскую крепость.              | «Честный вор», «Ёлка и свадьба», «Чужая жена и муж под кроватью», «Белые ночи», «Неточка Незванова» | [ 15 ] [ 21 ]      |
| 24 апреля — 24 декабря 1849 года                                             | Санкт-Петербургская крепость, секретный дом Алексеевского равелина, камера 9.                                   | Петропавловская крепость, 14. Здание не сохранилось.                                         | | «Маленький герой»                                                                                   | [ 15 ] [ 22 ]      |

## После каторги и ссылки (1859—1881)
Вопреки мнению петербургского историка и краеведа Льва Лурье Ф. М. Достоевский не всю свою жизнь провёл в «нашем городе», из которого «не выезжал». Из 59 с небольшим лет жизни писатель жил в Петербурге менее половины. Следует учитывать почти 16 лет детства и отрочества в Москве, 10 лет каторги в Омске и ссылки в Семипалатинске, вынужденное четырёхлетнее пребывание за границей и летний отдых сначала на даче, а затем в собственном доме в Старой Руссе. Вероятно также , что Лев Лурье, говоря о Николае Врангеле, который не жил с Ф. М. Достоевским на Караванной улице, подразумевал Александра Егоровича Ризенкампфа или Адольфа Тотлебена. Ф. М. Достоевский не был знаком с Николаем Врангелем. С Александром Егоровичем Врангелем дружба писателя началась не на Караванной улице в Петербурге, но при первом знакомстве 20 ноября 1854 года в Семипалатинске. Михаил не мог быть младшим братом Фёдора Достоевского.
| Даты                                                                                 | Исторический адрес | Современный адрес. Состояние.                                                          | События в жизни Достоевского | Связанные произведения                                     | Прим.         |
| ------------------------------------------------------------------------------------ | --- | -------------------------------------------------------------------------------------- | --- | ---------------------------------------------------------- | ------------- |
| конец декабря 1859 — конец августа 1861 года                                         | 3-я Рота Измайловского полка, 5, кв. 10. Дом действительного статского советника Никифора Алексеевича Палибина.                                           | 3-я Красноармейская улица, 5. Дом не сохранился.                                       | Редактирование журнала «Время». | «Униженные и оскорблённые» и «Записки из Мёртвого дома»    | [ 15 ] [ 26 ] |
| 1 сентября 1861 — начало августа 1863 года                                           | Малая Мещанская улица, угол Екатерининского канала, 1/61, кв. 4. Дом генеральской дочери Анастасии Алексеевны Астафьевой.                                 | Казначейская улица, угол канала Грибоедова, 1/61. Дом сохранился, частично перестроен. | Редактирование журнала «Время». | «Записки из Мёртвого дома»                                 | [ 15 ] [ 27 ] |
| апрель 1864 года                                                                     | Малая Мещанская улица, дом Евреинова. | Казначейская улица, 9. Дом сохранился.                                                 | Смерть в Москве первой жены писателя. |                                                            | [ 15 ]        |
| конец апреля 1864 года — 20 августа 1864 года                                        | Малая Подьяческая улица, угол набережной Екатерининского канала, 2/94. Дом вдовы золотых и серебряных дел мастера Терезии Ивановны Томас, квартира Крона. | Малая Подьяческая улица, 2/96. Дом сохранился, перестроен.                             | Согласно Б. Н. Тихомирову писатель не проживал в апреле 1864 года по указываемому краеведами адресу на Малой Мещанской улице, поскольку был в Москве |                                                            | [ 28 ]        |
| 20 августа 1864 года — 20 января 1867 года                                           | Столярный переулок, угол Малой Мещанской улицы, 12/7, кв. 36. Дом купца 1-й гильдии потомственного почётного гражданина Ивана Максимовича Алонкина.       | Столярный переулок, 14, угол Казначейской ул., 7. Дом сохранился, перестроен.          | Редактирование журнала «Эпоха». Знакомство со стенографисткой Анной Григорьевной Сниткиной.                                                          | «Преступление и наказание», «Игрок»                        | [ 15 ] [ 29 ] |
| 21 января 1867 года — 14 апреля 1867 года                                            | Вознесенский проспект, 27, кв. 25. Дом жены отставного подполковника Карла Фёдоровича Ширмера.                                                            | Вознесенский проспект, 27. Дом сохранился.                                             | Квартира была снята в январе 1867 года в связи с предстоящим венчанием писателя и Анны Григорьевны Сниткиной.                                        |                                                            | [ 15 ] [ 30 ] |
| 8 и 9 июля 1871 года                                                                 | Большая Конюшенная улица, 23. Дом действительного статского советника Александра Фёдоровича Волкова. Меблированные комнаты «Волковские номера».           | Большая Конюшенная, 23. Дом не сохранился.                                             | Возвращение в Петербург из-за границы. Возможный адрес временной остановки.                                                                          |                                                            | [ 31 ] [ 32 ] |
| 8 и 9 июля 1871 года                                                                 | Большая Конюшенная улица, 27. Дом статского советника Александра Степановича Воронина. Гостиница купца 2-й гильдии Августа Ломача «Демут».                | Большая Конюшенная, 27. Дом сохранился, перестроен.                                    | Возвращение в Петербург из-за границы. Возможный адрес временной остановки.                                                                          |                                                            | [ 33 ]        |
| 10 июля 1871 года — 22-23 августа 1871 года                                          | Екатерингофский проспект, 3, кв. 7. Дом действительного статского советника Николая Прохоровича Мицкевича.                                                | Проспект Римского-Корсакова, 3. Дом не сохранился.                                     | 16 июля родился сын Фёдор | «Бесы»                                                     | [ 31 ] [ 34 ] |
| 22-23 августа 1871 года — 15 мая 1872 года (сентябрь 1872 года)                      | Серпуховская улица, 15. Дом Архангельской. | Серпуховская улица, 11. Дом не сохранился.                                             | Знакомство с князем В. П. Мещерским. В мае 1872 года он позировал художнику В. Г. Перову для знаменитого портрета.                                   | «Бесы»                                                     | [ 31 ] [ 35 ] |
| конец августа 1872 — март 1873 года                                                  | 3-я Рота Измайловского полка, 11, кв. 26. Дом капитана Ричарда Трояновича Фон-Мевеса.                                                                     | 3-я Красноармейская улица, 11. Дом сохранился.                                         | Редактор журнала «Гражданин» князя В. П. Мещерского.                                                                                                 | «Бесы»                                                     | [ 31 ] [ 36 ] |
| март 1873 года — май 1874 года                                                       | Гусев переулок, угол наб. Лиговского канала, 27, кв. 17. Дом титулярного советника Ф. П. Сливчанского.                                                    | Переулок Ульяны Громовой, 8, угол Лиговского проспекта, 25. Дом сохранился.            | Редактор журнала «Гражданин» князя В. П. Мещерского.                                                                                                 | «Дневник писателя», «Подросток»                            | [ 31 ] [ 37 ] |
| 21—23 марта 1874 года                                                                | Сенная площадь, гауптвахта. | Садовая улица, 37. Здание сохранилось.                                                 | За нарушение цензурного устава в качестве редактора еженедельника «Гражданин»                                                                        |                                                            | [ 31 ] [ 38 ] |
| 5—7 июня 1874 года                                                                   | Невский проспект, угол Гончарной улицы, 81/2. Дом купца 1-й гильдии Карла Андреевича Тура.                                                                | Невский проспект, 87/2. Дом сохранился, перестроен.                                    | Фёдор Михайлович, наезжая по делам в столицу, останавливался в гостиницах.                                                                           |                                                            | [ 39 ]        |
| 5—16 февраля 1875 года; 12—15 мая 1875 года; 23—25 мая 1875 года; 6—9 июля 1875 года | Невский проспект, 120. Дом купчихи 2-й гильдии Анны Михайловны Пантелеевой. Гостиница «Знаменская».                                                       | Невский проспект, 118. Дом сохранился, перестроен.                                     | Фёдор Михайлович, наезжая по делам в столицу, останавливался в гостиницах.                                                                           | «Подросток»                                                | [ 39 ]        |
| сентябрь 1875 года — май 1878 года                                                   | Греческий проспект, 6/14, кв. 6. Дом отставного поручика Александра Петровича Струбинского.                                                               | Греческий проспект, 6, угол 5-й Советской улицы, 6. Дом сохранился.                    | | «Подросток», «Дневник писателя», «Братья Карамазовы»       | [ 31 ] [ 40 ] |
| 5 октября 1878 года — 28 января 1881 года                                            | Кузнечный переулок, 5/2, угол Ямской улицы. Дом вдовы купца 2-й гильдии прусской подданной Розалии-Анны Густавовны Клинкострём.                           | Кузнечный переулок, 5/2 угол улицы Достоевского. Дом сохранился, перестроен.           | Достоевский жил в этом доме до дня своей смерти 28 января 1881 года.                                                                                 | «Братья Карамазовы», «Пушкинская речь», «Дневник писателя» | [ 31 ] [ 41 ] |

## Петербургские адреса героев Достоевского
| Произведение             | Герой                       | Исторический адрес                                | Современный адрес. Состояние.                                   | Прим.  |
| ------------------------ | --------------------------- | ------------------------------------------------- | --------------------------------------------------------------- | ------ |
| Униженные и оскорблённые | Наташа Ихменева             | Набережная Фонтанки, 84. Дом купца Колотушкина.   | Набережная Фонтанки, 103. Дом сохранился, перестроен.           | [ 42 ] |
| Униженные и оскорблённые | Иеремия Смит, Иван Петрович | Глухой переулок, 6. Дом Глазунова.                | Переулок Пирогова, 6. Дом сохранился.                           | [ 43 ] |
| Преступление и наказание | Родион Раскольников         | угол Средней Мещанской и Столярного переулка      | Гражданская улица, 19. Дом сохранился, перестроен.              | [ 42 ] |
| Преступление и наказание | Процентщица Алёна Ивановна  | угол Средней Подьяческой и Екатерининского канала | Канал Грибоедова, 104, Средняя Подьяческая, 15. Дом сохранился. | [ 42 ] |
| Преступление и наказание | Порфирий Петрович           | угол Садовой и Большой Подьяческой                | Большая Подьяческая, 26. Дом сохранился.                        | [ 42 ] |
| Преступление и наказание | Соня Мармеладова            | угол Екатерининского канала и Малой Мещанской     | Канал Грибоедова, 73. Дом сохранился, перестроен.               | [ 42 ] |
| Идиот                    | Парфён Рогожин              | Гороховая улица, 41.                              | Гороховая улица, 41. Дом сохранился.                            | [ 42 ] |